# Emad El-Said
Emad El-Din Ibrahim Hassan El-Said (arab. عماد الدين إبراهيم حسن السيد; ur. 19 listopada 1963) – egipski judoka. Olimpijczyk z Seulu 1988, gdzie zajął dwudzieste miejsce w wadze ekstralekkiej.
Siódmy na mistrzostwach świata w 1985; uczestnik zawodów w 1991. Startował w Pucharze Świata w 1990 roku.

## Letnie Igrzyska Olimpijskie 1988
| Konkurencja | Eliminacje           | Klas. końcowa |
| Konkurencja | Przeciwnik I         | Miejsce       |
| ----------- | -------------------- | ------------- |
| 60 kg       | Patrick Roux (FRA) P | 20.           |